# Copa Libertadores féminine 2018
Navigation
Édition précédente Édition suivante
La Copa Libertadores féminine 2018 est la 10e édition de la Copa Libertadores féminine, une compétition inter-clubs sud-américaine de football féminin organisée par la Confédération sud-américaine de football (CONMEBOL). Elle se déroule du 18 novembre au 2 décembre 2018 à Manaus au Brésil et oppose les meilleurs clubs des différents championnats sud-américains de la saison précédente.

## Calendrier
| Nom                    | Dates      | Équipes participantes | Équipes restantes |
| ---------------------- | ---------- | --------------------- | ----------------- |
| Phase de groupes       |            | 12                    | de 12 à 4         |
| Demi-finales           |            | 4                     | de 4 à 2          |
| Match pour la 3e place |            | 2                     | -                 |
| Finale                 | 2 décembre | 2                     | de 2 à 1          |

## Équipes participantes
Douze équipes provenant des 10 associations membres de la CONMEBOL participeront à la Copa Libertadores féminine 2018.
| - UAI Urquiza Champion d'Argentine 2017-2018 - Deportivo ITA Champion de Bolivie 2018 - Audax Vainqueur de la Copa Libertadores féminine 2017 - Santos FC Champion du Brésil 2018 - Iranduba Club hôte - Colo-Colo Champion du Chili 2018 | - UAI Urquiza Champion d'Argentine 2017-2018 - Deportivo ITA Champion de Bolivie 2018 - Audax Vainqueur de la Copa Libertadores féminine 2017 - Santos FC Champion du Brésil 2018 - Iranduba Club hôte - Colo-Colo Champion du Chili 2018 | - UAI Urquiza Champion d'Argentine 2017-2018 - Deportivo ITA Champion de Bolivie 2018 - Audax Vainqueur de la Copa Libertadores féminine 2017 - Santos FC Champion du Brésil 2018 - Iranduba Club hôte - Colo-Colo Champion du Chili 2018 | - UAI Urquiza Champion d'Argentine 2017-2018 - Deportivo ITA Champion de Bolivie 2018 - Audax Vainqueur de la Copa Libertadores féminine 2017 - Santos FC Champion du Brésil 2018 - Iranduba Club hôte - Colo-Colo Champion du Chili 2018 | - UAI Urquiza Champion d'Argentine 2017-2018 - Deportivo ITA Champion de Bolivie 2018 - Audax Vainqueur de la Copa Libertadores féminine 2017 - Santos FC Champion du Brésil 2018 - Iranduba Club hôte - Colo-Colo Champion du Chili 2018 | - UAI Urquiza Champion d'Argentine 2017-2018 - Deportivo ITA Champion de Bolivie 2018 - Audax Vainqueur de la Copa Libertadores féminine 2017 - Santos FC Champion du Brésil 2018 - Iranduba Club hôte - Colo-Colo Champion du Chili 2018 | - Huila Champion de la Colombie 2018 - Unión Española Champion d'Équateur 2017-2018 - Cerro Porteño Champion du Paraguay 2017 - JC Sport Girls Champion du Pérou 2017 - Peñarol Champion d'Uruguay 2017 - Flor de Patria FC Champion du Venezuela 2018 | - Huila Champion de la Colombie 2018 - Unión Española Champion d'Équateur 2017-2018 - Cerro Porteño Champion du Paraguay 2017 - JC Sport Girls Champion du Pérou 2017 - Peñarol Champion d'Uruguay 2017 - Flor de Patria FC Champion du Venezuela 2018 | - Huila Champion de la Colombie 2018 - Unión Española Champion d'Équateur 2017-2018 - Cerro Porteño Champion du Paraguay 2017 - JC Sport Girls Champion du Pérou 2017 - Peñarol Champion d'Uruguay 2017 - Flor de Patria FC Champion du Venezuela 2018 | - Huila Champion de la Colombie 2018 - Unión Española Champion d'Équateur 2017-2018 - Cerro Porteño Champion du Paraguay 2017 - JC Sport Girls Champion du Pérou 2017 - Peñarol Champion d'Uruguay 2017 - Flor de Patria FC Champion du Venezuela 2018 | - Huila Champion de la Colombie 2018 - Unión Española Champion d'Équateur 2017-2018 - Cerro Porteño Champion du Paraguay 2017 - JC Sport Girls Champion du Pérou 2017 - Peñarol Champion d'Uruguay 2017 - Flor de Patria FC Champion du Venezuela 2018 | - Huila Champion de la Colombie 2018 - Unión Española Champion d'Équateur 2017-2018 - Cerro Porteño Champion du Paraguay 2017 - JC Sport Girls Champion du Pérou 2017 - Peñarol Champion d'Uruguay 2017 - Flor de Patria FC Champion du Venezuela 2018 |

## Compétition

### Phase de groupes
La phase de groupes sous forme de trois groupes de quatre équipes. Les premiers de chaque groupe se qualifient pour les demi-finales ainsi que le meilleur deuxième.

#### Groupe A
| Rang | Équipe         | Pts | J | G | N | P | Bp | Bc | Diff |  | Résultats      |  |     |     |     |
| ---- | -------------- | --- | - | - | - | - | -- | -- | ---- |  | -------------- |  | --- | --- | --- |
| 1    | Huila          | 6   | 3 | 2 | 0 | 1 | 6  | 2  | +4   |  | Huila          |  | 0-1 | 3-1 | 3-0 |
| 2    | Audax          | 6   | 3 | 2 | 0 | 1 | 5  | 1  | +4   |  | Audax          |  |     | 0-1 | 4-0 |
| 3    | Unión Española | 3   | 3 | 1 | 0 | 2 | 2  | 5  | -3   |  | Unión Española |  |     |     | 0-2 |
| 4    | Peñarol        | 3   | 3 | 1 | 0 | 2 | 2  | 7  | -5   |  | Peñarol        |  |     |     |     |

#### Groupe B
| Rang | Équipe         | Pts | J | G | N | P | Bp | Bc | Diff |  | Résultats      |  |     |     |     |
| ---- | -------------- | --- | - | - | - | - | -- | -- | ---- |  | -------------- |  | --- | --- | --- |
| 1    | Santos FC      | 9   | 3 | 3 | 0 | 0 | 13 | 1  | +12  |  | Santos FC      |  | 4-1 | 3-0 | 6-0 |
| 2    | Colo-Colo      | 6   | 3 | 2 | 0 | 1 | 10 | 6  | +4   |  | Colo-Colo      |  |     | 5-0 | 4-2 |
| 3    | JC Sport Girls | 3   | 3 | 1 | 0 | 2 | 3  | 7  | -4   |  | JC Sport Girls |  |     |     | 3-2 |
| 4    | Deportivo ITA  | 0   | 3 | 0 | 0 | 3 | 4  | 13 | -9   |  | Deportivo ITA  |  |     |     |     |

#### Groupe C
| Rang | Équipe            | Pts | J | G | N | P | Bp | Bc | Diff |  | Résultats         |  |     |     |     |
| ---- | ----------------- | --- | - | - | - | - | -- | -- | ---- |  | ----------------- |  | --- | --- | --- |
| 1    | Iranduba          | 5   | 3 | 1 | 2 | 0 | 5  | 4  | +1   |  | Iranduba          |  | 1-1 | 2-1 | 2-2 |
| 2    | UAI Urquiza       | 5   | 3 | 1 | 2 | 0 | 3  | 2  | +1   |  | UAI Urquiza       |  |     | 1-0 | 1-1 |
| 3    | Flor de Patria FC | 3   | 3 | 1 | 0 | 2 | 4  | 3  | +1   |  | Flor de Patria FC |  |     |     | 3-0 |
| 4    | Cerro Porteño     | 2   | 3 | 0 | 2 | 1 | 3  | 6  | -3   |  | Cerro Porteño     |  |     |     |     |

### Phase à élimination directe
|  | Demi-finales     | Demi-finales     |                        |      | Finale          | Finale          |
|  | Demi-finales     | Demi-finales     |                        |      | Finale          | Finale          |
|  |                  |                  |                        |      |                 |                 |
|  | 29 novembre 2018 | 29 novembre 2018 |                        |      | 2 décembre 2018 | 2 décembre 2018 |
|  | 29 novembre 2018 | 29 novembre 2018 |                        |      | 2 décembre 2018 | 2 décembre 2018 |
|  | Huila            | 1(3)             |                        |      | 2 décembre 2018 | 2 décembre 2018 |
|  | Huila            | 1(3)             |                        |      | 2 décembre 2018 | 2 décembre 2018 |
|  | Iranduba         | 1(1)             |                        |      | 2 décembre 2018 | 2 décembre 2018 |
|  | Iranduba         | 1(1)             | Santos FC              | 1(3) |                 |                 |
|  | 29 novembre 2018 |                  | Santos FC              | 1(3) |                 |                 |
|  |                  | Huila            | 1(5)                   |      |                 |                 |
|  | Santos FC        | Huila            | 1(5)                   | 3    |                 |                 |
|  | Santos FC        |                  |                        | 3    |                 |                 |
|  | Colo-Colo        | 0                |                        |      |                 |                 |
|  | Colo-Colo        | 0                | Match pour la 3e place |      |                 |                 |
|  |                  |                  |                        |      |                 |                 |
|  | 2 décembre 2018  |                  |                        |      |                 |                 |
|  |                  |                  |                        |      |                 |                 |
|  | Iranduba         | 1(2)             |                        |      |                 |                 |
|  | Iranduba         | 1(2)             |                        |      |                 |                 |
|  | Colo-Colo        | 1(0)             |                        |      |                 |                 |
|  | Colo-Colo        | 1(0)             |                        |      |                 |                 |